# Prémio Máxima de Literatura
O Prémio Máxima de Literatura é um prémio literário instituído pela revista Máxima, dedicado à literatura portuguesa no feminino.
O prémio é entregue anualmente à melhor obra de uma escritora portuguesa, desde 1990. 
Além do prémio principal (Prémio Máxima de Literatura) existem mais duas modalidades do prémio: Prémio Revelação e Prémio Ensaio.

## Vencedores
- 1990 – Clara Pinto Correia com Ponto pé de flor
- 1991 – Hélia Correia com A casa eterna; Dóris Graça Dias com As casas
- 1992 – Luísa Dacosta com Na água do tempo
- 1993 – Helena Marques com O último cais
- 1994 – Luísa Beltrão com Os pioneiros
- 1995 – Luísa Costa Gomes com Olhos verdes
- 1996 – Ana Nobre de Gusmão com Delito sem corpo
- 1997 – Inês Pedrosa com Nas tuas mãos
- 1999 – Lídia Jorge
- 2000 – Julieta Monginho com À tua espera; Rosa Lobato de Faria com O prenúncio das águas
- 2004 – Theresa Schedel com O Mosteiro e a Coroa
- 2005 – Luísa Freire com Fernando Pessoa. Entre vozes, entre línguas (Prémio de Ensaio); Graça dos Santos com O espectáculo desvirtuado. O teatro português sob o reinado de Salazar (1933-1968) (Prémio Revelação);  Luísa Beltrão com Uma pedra no sapato
- 2006 – Lourença Baldaque com A alegria do Bem e do Mal (Prémio Revelação); Hélia Correia com Bastardia (Prémio Máxima); Ana Maria Costa Lopes com Imagens da mulher na imprensa feminina de oitocentos - percursos da modernidade (Prémio Especial do Júri)
- 2007 – Ana Teresa Pereira com A neve; Deana Barroqueiro com D. Sebastião e o vidente
- 2008 – Irene Flunser Pimentel com A história da Pide (Prémio Especial do Júri); Teolinda Gersão com A mulher que prendeu a chuva e outras histórias; Teresa Font com Foi assim que aconteceu
- 2009 – Maria Velho da Costa com Myra
- 2010 – Leonor Xavier com Casas contadas; Maria Teresa Horta com Poesia reunida
- 2011 – Maria de Fátima Bonifácio com Monarquia constitucional: 1807-1910 (Prémio de Ensaio); Inês Pedrosa com Os íntimos (Prémio Literário)
- 2012 – Irene Flunser Pimentel com A cada um o seu lugar: a política feminina no Estado Novo (Prémio de Ensaio); Maria Teresa Horta com As luzes de Leonor; Magda de Avelar Pinheiro com Biografia de Lisboa